# (94) Aurora
Aurora (aw-ror'-ə) és l'asteroide núm. 94 de la sèrie. Fou descobert per en James Craig Watson (1838-1880) el 6 de setembre del 1867 a Ann Arbor. És un dels asteroides més grans del cinturó principal, amb una albedo de només 0,04, és més fosc que el sutge i té una primitiva composició de carboni. També anomenat A912 TC. El seu nom es deu a l'Aurora deessa de l'alba i el crepuscle de la mitologia romana.